# Tipo 56
O Tipo 56 (em chinês:  56式突击步枪; literalmente; "Fuzil de assalto, modelo de 1956") também conhecido como AK-56, é um fuzil de assalto chinês 7,62×39mm. É uma variante dos fuzis AK-47 (especificamente Tipo 3) e AKM de projeto soviético.  O fuzil Tipo 56 foi designado pelos militares chineses como "Submetralhadora Tipo 1956", porque o Tipo 56 assumiu o papel de submetralhadora em vez de fuzil de serviço de infantaria no Exército de Libertação Popular nos primeiros anos de serviço do fuzil. A produção começou em 1956 na Fábrica Estatal 66, mas acabou sendo entregue à Norinco e à PolyTech, que continuam a fabricar o fuzil principalmente para exportação.

## Histórico de serviço
Durante o período da Guerra Fria, o Tipo-56 foi exportado para muitos países e forças de guerrilha em todo o mundo. Muitos desses fuzis chegaram aos campos de batalha na África, no Sudeste Asiático e no Oriente Médio e foram usados junto com outras armas do tipo Kalashnikov, tanto da União Soviética quanto das nações do Pacto de Varsóvia da Europa Oriental.
O apoio chinês à República Democrática do Vietnã antes de meados da década de 1960 significou que o Tipo-56 foi frequentemente encontrado por soldados americanos nas mãos de guerrilheiros vietcongues ou de soldados do Exército do Povo do Vietnã durante a guerra do Vietname. O Tipo-56 foi descoberto com muito mais frequência do que os AK-47 ou AKM originais de fabricação russa.
Quando as relações entre a China e o Vietnã do Norte ruíram na década de 1970 e a Guerra Sino-Vietnamita começou, o governo vietnamita ainda possuía grandes quantidades de fuzis Tipo-56 no seu inventário. O Exército de Libertação Popular ainda usava o Tipo 56 como arma padrão durante esse período. Assim, as forças chinesas e vietnamitas lutaram entre si usando o mesmo fuzil.
O Tipo 56 foi amplamente utilizado pelas forças iranianas durante a Guerra Irã-Iraque na década de 1980, com o Irã comprando grandes quantidades de armas da China para suas forças armadas. Durante a guerra, o Iraque também comprou uma pequena quantidade, apesar de ter sido um grande destinatário de armas e assistência soviética durante o conflito. Isto foi feito em conjunto com a compra de um grande número de fuzis AKM da Europa Oriental. Consequentemente, a Guerra Irã-Iraque tornou-se outro conflito em que ambos os lados utilizaram o Tipo 56.
Desde o fim da Guerra Fria, o Tipo-56 tem sido utilizado em muitos conflitos por diversas forças militares. Durante a Guerra de Independência da Croácia e as Guerras Iugoslavas, foi usado pelas forças armadas da Croácia. Durante o final da década de 1990, o Exército de Libertação do Kosovo no Kosovo também foram grandes operadores do Tipo 56, com a grande maioria das armas originárias da República Socialista Popular da Albânia, que recebeu apoio chinês durante grande parte da Guerra Fria.
No Reino Unido e nos Estados Unidos, o Tipo-56 e seus derivados são frequentemente usados na filmagem de filmes e programas de televisão, substituindo os AK-47 de fabricação russa devido à sua raridade entre as armas do estilo Kalashnikov. Os Tipo-56 são muitas vezes modificados visualmente para se parecerem com outras variantes do AK. Além disso, versões do Tipo-56 que tiveram sua capacidade de tiro seletivo removida (referidas como fuzis "sporter") também estão disponíveis para propriedade civil na maior parte dos Estados Unidos.
Em meados da década de 1980, o Sri Lanka começou a substituir seu fuzil L1A1 britânico e o HK G3 alemão pelo Tipo 56-2. Atualmente, a variante de coronha dobrável lateral (Tipo 56-2) é emitida como arma de fogo primária padrão.
O Tipo 81, Tipo 95 e Tipo 03 substituíram o Tipo 56 no serviço de linha de frente do Exército de Libertação Popular, mas o Tipo 56 permanece em uso com unidades de reserva e milícias. Os Tipo 56 ainda estão em produção pela Norinco para clientes de exportação.
Durante a Guerra Afegã-Soviética na década de 1980, muitos fuzis chineses Tipo 56 foram fornecidos aos guerrilheiros Mujahidin afegãos para combater as forças soviéticas. Os fuzis foram fornecidos pela China, Paquistão e EUA, que os obtiveram de traficantes de armas terceirizados. Há evidências fotográficas de fontes soviéticas/russas de que fuzis chineses Tipo 56 capturados foram utilizados por soldados do exército soviético no Afeganistão no lugar de seus fuzis soviéticos AKM e AK-74 padrão.
O uso do Tipo 56 no Afeganistão também continuou até o início do século XXI como o fuzil padrão do Talibã, como quando as forças talibãs tomaram o controle de Cabul em 1996 (a maioria das armas leves chinesas usadas pelos Talibã foram fornecidas pelo Paquistão).
Desde a derrubada do Talibã pelas forças da Coalizão liderada pelos EUA no final de 2001, o fuzil de assalto Tipo-56 tem sido utilizado pelo Exército Nacional do Afeganistão, servindo ao lado de muitas outras variantes dos fuzis AK-47 e AKM.
O Tipo-56 tem sido visto regularmente nas mãos de militantes das Brigadas Izz ad-Din al-Qassam, o braço armado do Hamas nos territórios palestinos.
O Tipo-56 foi usado pelos Janjawid na região de Darfur, no Sudão, com fotos e notícias mostrando membros dos Janjawid carregando fuzis (a maioria deles fornecidos pelo governo sudanês).
Em 1987, Michael Ryan usou um fuzil Tipo-56 de propriedade legal e duas outras armas de fogo no massacre de Hungerford, no Reino Unido, no qual atirou em 32 pessoas, 17 das quais morreram. O ataque levou à aprovação da Lei de Armas de Fogo (Emenda) de 1988, que proíbe a posse de fuzis semiautomáticos de tiro central e restringe o uso de espingardas.
Nos Estados Unidos, um fuzil Tipo-56, comprado em Oregon com um nome falso, foi usado no tiroteio no pátio da escola de Stockton em 1989, no qual Patrick Purdy disparou mais de 100 tiros para atirar em um professor e 34 crianças, matando cinco. O tiroteio levou à aprovação da Lei de Controle de Armas de Assalto Roberti-Roos da Califórnia de 1989. Um Tipo 56, junto com um Tipo 56 S-1, foram usados por Larry Phillips Jr. e Emil Mătăsăreanu durante o tiroteio de North Hollywood em 1997.
Na Guerra Civil Síria em curso, os fuzis de assalto Tipo-56 são normalmente vistos nas mãos das forças do Exército Livre da Síria.

## Variantes
- Tipo 56 – Variante básica introduzida em 1956. Uma cópia do AK-47 com coronha fixa de madeira e baioneta de ponta permanentemente fixada. Em meados da década de 1960, a produção mudou de armações usinadas para armações estampadas, imitando o melhorado (e mais barato) AKM russo, enquanto a baioneta permanentemente acoplada tornou-se opcional. Ainda usado por unidades de reserva e milícias chinesas.
- Tipo 56-I - Cópia do AKS, com coronha de aço dobrável para baixo e baioneta removida para facilitar o transporte da arma. Tal como acontece com o Tipo 56 original, as armações fresadas foram substituídas por armações estampadas em meados da década de 1960, tornando o Tipo 56-1 equivalente ao AKMS russo. Versões civis semiautomáticas (Tipo 56S-I) podem ter a baioneta de ponta adicionada, embora seja importante notar que esta não é a configuração militar original.
- Tipo 56-II - Variante melhorada introduzida em 1980, com coronha dobrável lateralmente e guarda-mão, cabo e parte da coronha de baquelite laranja escuro. A baquelite na coronha também abriga um kit de limpeza, que faltava tanto nas AK dobráveis para baixo (todas as nações) quanto as AK dobráveis lateralmente, que tinham uma bolsa separada. Também permite uma baioneta removível tradicional, nos estilos AK-47 e AKM, como opção, além do estilo de ponta dobrável. Fabricado principalmente para exportação e raro na China, pois o Tipo 81 já estava em produção no momento da concepção.
  - 7.62 RK 56 TP – Tipo 56-II modificado na China para uso finlandês, este é apenas um Tipo 56-II com uma nova mola de cão que permite o disparo do 7,62x39 finlandês.[13]
- Tipo 56-3 e Tipo 56-4 – Versões do Tipo 56 e Tipo 56-I com guarda-mão, cabo e coronha sintéticos do Tipo 56-II e baionetas removíveis opcionais.
- Tipo 56C (QBZ-56C) – Versão de cano curto, lançada em 1991 para o mercado interno e de exportação. O QBZ-56C, como é oficialmente designado na China, é uma variante carabina do Tipo 56-II e fornecida em quantidades limitadas para algumas unidades do Exército de Libertação Popular. A Marinha Chinesa é agora o usuário mais proeminente. O desenvolvimento começou em 1988, depois que se descobriu que o fuzil de assalto Tipo 81 era muito difícil de encurtar. Para reduzir ainda mais o peso, o retém da baioneta foi removido. O QBZ-56C costuma ser carregado com um carregador de 20 tiros, embora seja capaz de aceitar um carregador padrão de 30 tiros do Tipo 56.[14] Ele também possui uma coronha dobrável além de um reforço de boca, dando-lhe uma aparência semelhante ao AKS-74U.[15]
- Tipo 56S ou Tipo 56 Sporter, também conhecido como AK47S, AKS-762 e MAK-90 – versão civil apenas com modo

semiautomático. Versões posteriores foram modificadas para atender aos requisitos de uma Ordem Executiva de 1989 do presidente George H. W. Bush que proíbe a importação de certas configurações de 'fuzis de assalto' de fuzis semiautomáticos de estilo militar, como o Norinco AKM/AK-47. Essas modificações incluíram uma coronha de peça única feita nos EUA para substituir a coronha separada de fabricação chinesa e o punho de pistola do fuzil AK original e a inclusão de um rebite no receptáculo impedindo o uso de carregadores padrão dos AK-47, RPK ou AKM.
- - 56S Galil – Uma versão especial do 56S/MAC-90 com coronha dobrável lateral do estilo do IMI Galil. Era exclusivo para o mercado dos EUA.
  - The Legend – Outra versão do 56S/MAK-90, exceto configurada para se parecer com o AK-47 Tipo 3. É extremamente fiel ao projeto do Tipo 3, mesmo tendo um receptáculo fresado e um retém da baioneta do estilo do AK-47 original, mas mantém algumas diferenças de fabricação do Tipo 56, como o pino preso no cano, falta de cortes de ventilação na proteção térmica do tubo de gás, apenas 3 rebites no guarda-mato, a haste guia de recuo estampada, percussor com mola e variação na usinagem como no receptáculo e cortes de iluminação. Como o anterior, apenas no mercado dos EUA.
- Tipo 56M ou Tipo 56-5 - versão metralhadora leve estilo RPK do Tipo 56.[17] Utiliza um receptáculo estampado do Tipo 56 padrão e munhão dianteiro, provavelmente devido à sua rigidez, e seu bipé é mais RPD como o RPK, sendo tubular. Parece ter duas configurações com apenas pequenas alterações cosméticas, uma com miras abertas AK-47/M padrão com "orelhas" e o bipé diretamente atrás da base da massa de mira, e uma segunda configuração com as típicas miras "capuzadas" do Tipo 56 e o bipé na frente da base da massa de mira perto do cano. A última versão geralmente é vista com um quebra-chamas tipo gaiola ou freio de boca estilo AK-74. Assim como o Tipo 56-II, ela foi fabricada apenas para exportação, já que a Tipo 81 LMG foi selecionado para o serviço militar. As versões esportivas civis semi-automáticas são conhecidas como Tipo 87S (Tipo 86S-7) ou NHM 91. As versões semi-automáticas também foram vendidas com coronhas do Tipo 56 padrão em vez do estilo do RPD, bem como variantes com buraco para o polegar depois de 1989. Uma versão rara conhecida como "National Match" já foi vendida com um receptáculo fresado e mira telescópica e montagem de mira telescópica.[18]
- Tipo 84 - Uma versão de exportação do fuzil Tipo 56 com câmara para o cartucho 5,56×45mm NATO. Também possui versões de coronha dobrável para baixo (Tipo 84-1) e para o lado (Tipo 84-2). Versão civil semi-automática conhecida como Tipo 84S e AKS-223. Versões sintéticas especiais em preto fosco também estavam disponíveis como Tipo 84-3, Tipo 84-4 (dobrável para baixo) e Tipo 84-5 (dobrável para o lado).
- Tipo 86S – Versão bullpup semiautomática.
- KL-7.62 – Uma cópia iraniana do Tipo 56. A versão original do KL-7.62 era indistinguível do Tipo 56, mas nos últimos anos a DIO parece ter feito algumas melhorias no projeto do Tipo 56, adicionando uma coronha e guarda-mão de plástico (em vez de madeira) e uma tampa do receptáculo com nervuras (apresentada na maioria das variantes do AKM, mas ausente no Tipo 56), bem como trilhos picatinny nas versões mais recentes.
- MAZ – Cópia licenciada sudanesa do Tipo 56 fabricada pela Military Industry Corporation.
- ASh78 (Automatiku Shqiptar 78) – Cópia licenciada albanesa do Tipo 56.[19]
- TUL-1 - Variante de fabricação norte-vietnamita, mas com coronha de RPK, miras de RPD.[20] O corpo do TUL-1 era fino, apenas 1 mm comparado aos 1,5 mm de um RPK. Também era mais pesado e tinha uma cadência de tiro inferior em comparação com o RPK. No entanto, a cadência de tiro e o alcance efetivo da arma eram melhores do que um fuzil baseado em AK-47.[20] Os TUL-1 foram fabricados entre 1970-1974 e terminaram depois que o Vietnã obteve os direitos de produção do próprio RPK.[21][22] Eles são conhecidos por usar carregadores de 30 tiros de fuzis baseados em AK-47 e carregadores ocasionais de 40 tiros.[20]

## Outras armas Tipo 56
A designação "Tipo 56" também foi usada para versões chinesas do SKS e do RPD, conhecidas como carabina Tipo 56 e metralhadora leve Tipo 56, respectivamente. No entanto, ao contrário do popular fuzil Tipo 56, todas as carabinas Tipo 56 foram retiradas do serviço militar, exceto algumas usadas para fins cerimoniais e pela milícia chinesa local.

## Operadores
- Afeganistão[23]

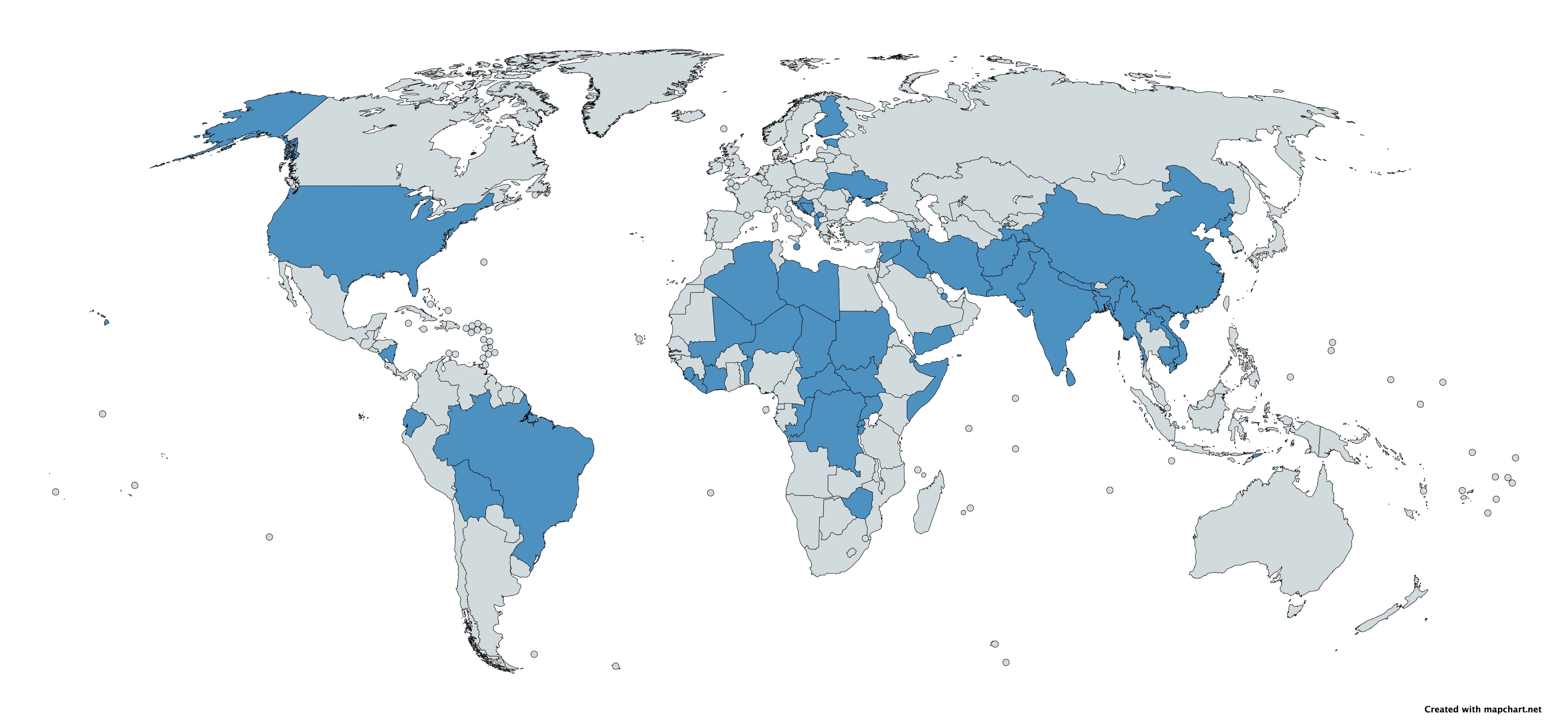
Um mapa com operadores do Tipo 56 em azul

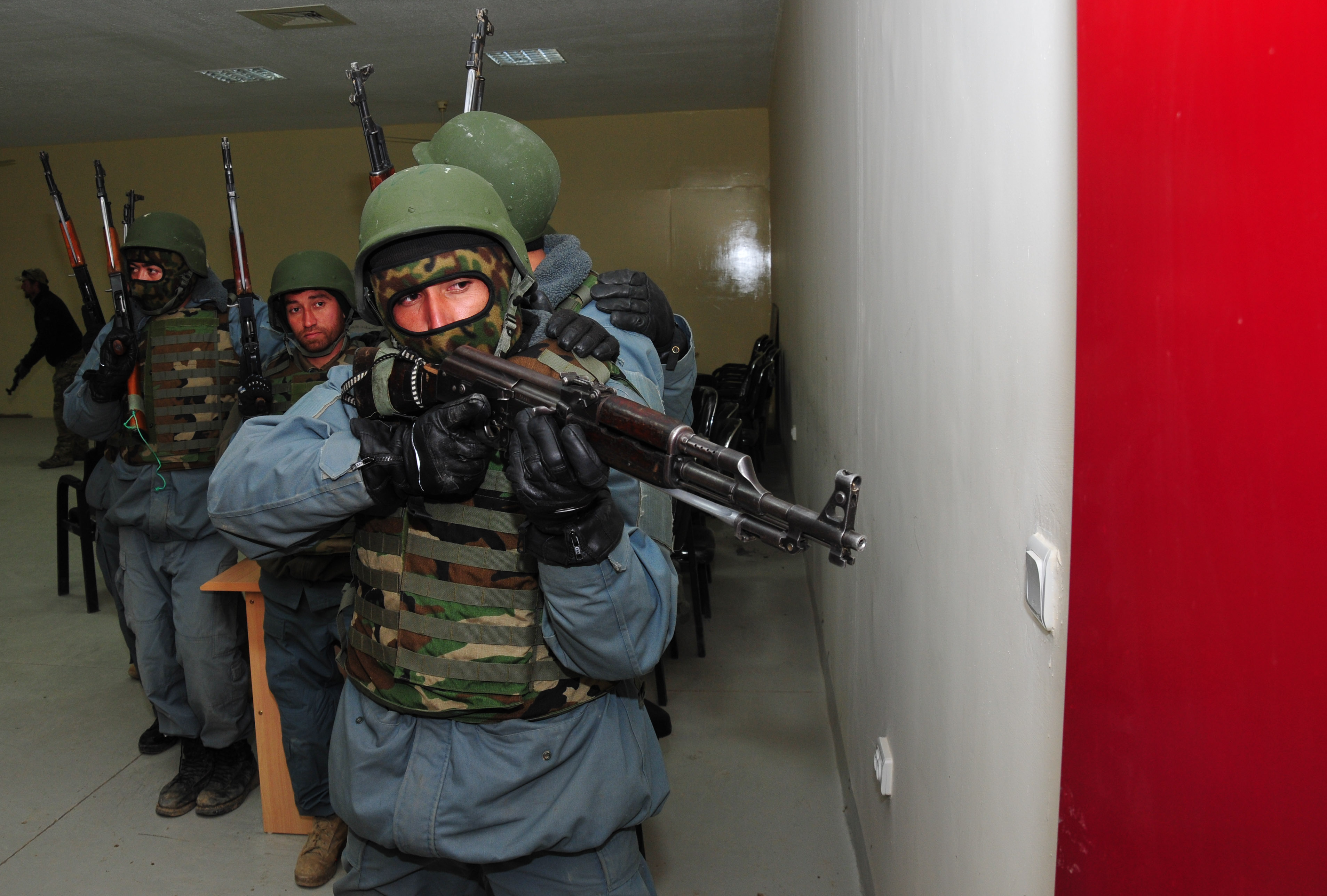
Estudantes afegãos com Tipo 56 no Centro de Treinamento Especial da Polícia.

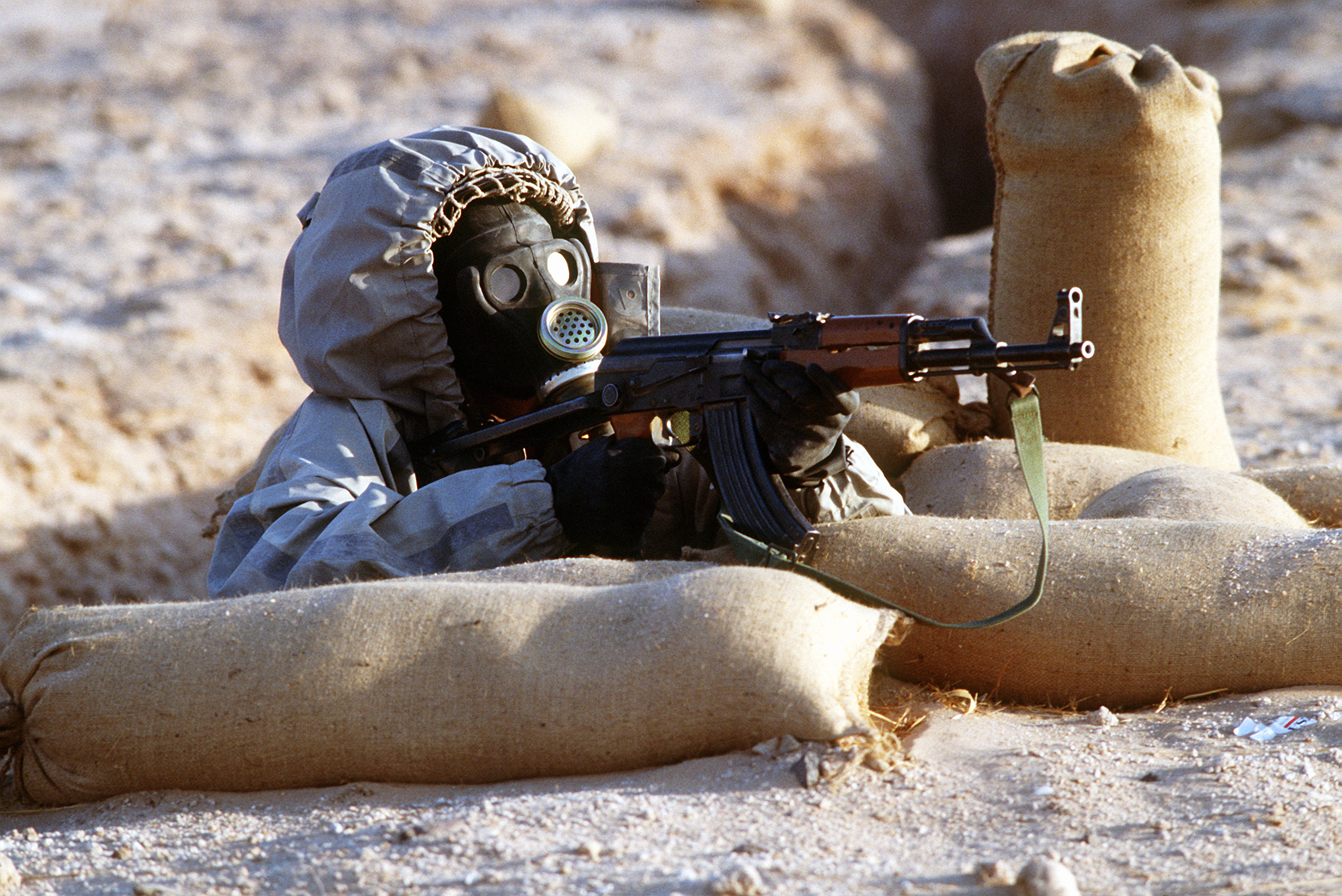
Soldado sírio mirando um Tipo 56.

- Albânia[24] Produzido localmente com pequenas modificações de acordo com as necessidades do Exército Albanês. Principal armamento do exército até recentemente, quando foi substituído pelo ARX-160 e M4A1.
- Argélia[25]
- Bangladesh[26]
- Benim[27]
- Bolívia[28]
- Bósnia e Herzegovina[29]
- Brasil: Usado por forças especiais.[30] Quantidades limitadas apreendidas de criminosos e entregues à Polícia Civil do Rio de Janeiro[31]
- Burundi: Rebeldes do Burundi.[32]
- Camboja[33][34]
- República Centro-Africana[35]
- Chade[36]
- China[4]
- República do Congo[37]
- República Democrática do Congo[38] [39]
- Croácia: Usado pela Croácia em sua guerra de independência.[40]
- Djibouti[41]
- Timor-Leste[42]
- Equador[43]
- Estônia[44]
- Finlândia: Adquirido na década de 1990 e usado pelo pessoal da reserva do Exército Finlandês. Agora em armazenamento de longo prazo.[45][46]
- Gâmbia[47]
- Índia: Usa milhares de Tipo 56 capturados para forças policiais/militares/paramilitares indianas.[48]
- Irã[49]
- Iraque[7][50]
  -  Curdistão iraquiano[51]
- Costa do Marfim[52]
- Kosovo[53]
- Laos[24]
- Libéria[54]
- Exército Nacional Líbio: Tipo 56-1[55]
- Mali[24]
- Malta[24][56]
- Myanmar[57]
- Nepal: Usado pelo Exército do Nepal e anteriormente pelos rebeldes do Exército de Libertação Popular[58]
- Nicarágua: Contras.[59]
- Níger[60] [61]
- Coreia do Norte[24]
- Paquistão[24]
- Qatar[62]
- Ruanda[63]
- Serra Leoa[64]
- Somália[65] [66]
- Sudão do Sul: Movimento de Libertação do Sudão do Sul, Movimento Democrático do Sudão do Sul, Exército Popular de Libertação do Sudão e milícias do Lou Nuer.[67]
- Sri Lanka[24]
- Sudão[68]
- Síria[69]
- Tajiquistão[70]
- Ucrânia[71] [72]
- Uganda[73]
- Estados Unidos: Fuzis capturados emitidos para o MACV-SOG[74]
- Vietnã[4]
- Vietnã do Sul: Capturado do Viet Cong e do Exército Norte-Vietnamita durante a Guerra do Vietnã.[75]
- Iêmen: fornecido pelo Irã aos rebeldes do Houthi.[76]
- Zimbabwe[77]

## Conflitos
- Guerra do Vietnã[78]
- Guerra Civil do Laos
- Guerra Sino-Indiana
- Guerra Civil da Rodésia
- Guerra Civil Libanesa
- Guerra Civil Angolana
- Insurgência em Jamu e Caxemira
- Guerra Civil do Camboja[78]
- Conflito fronteiriço sino-soviético
- Guerra Civil da Guatemala
- Guerra de Independência de Bangladesh
- Conflito nas colinas de Chatigão
- Guerra do Camboja (1979–1989)
- Guerra Sino-Vietnamita
- Insurreição de 1987–1989 no Sri Lanka
- Guerra Civil de El Salvador
- Insurgência comunista na Tailândia
- Guerra do Afeganistão (1979-1989)[78]
- Revolução Sandinista
- Guerra Irã-Iraque[7]
- Guerra civil do Sri Lanka
- Insurgência do Exército de Resistência do Senhor
- Guerra Civil da Somália[79]
- Rebelião tuaregue (1990–1995)[80]
- Guerra do Golfo[7]
- Guerra de Independência da Croácia
- Guerra da Bósnia
- Guerra Civil do Nepal
- Guerra Civil do Burundi
- Guerra do Kosovo[78]
- Guerra Civil da Libéria
- Guerra do Afeganistão (2001–2021)[78]
- Guerra do Iraque[78]
- Guerra contra o narcotráfico no México
- Guerra no Noroeste do Paquistão
- Disputa de fronteira entre Camboja e Tailândia
- Guerra do Quivu[81]
- Conflito de Darfur
- Conflito armado pelo controle das favelas no Grande Rio de Janeiro
- Guerra Civil Líbia (2011)
- Guerra Civil Síria
- Insurgência iraquiana
- Guerra Civil do Mali
- Insurgência islâmica na Nigéria
- Guerra Civil Sul-Sudanesa
- Guerra Civil na República Centro-Africana (2012–presente)
- Guerra Civil Iraquiana (2011–2017)[50]
- Crise separatista nos Camarões
- Guerra do Tigré
- Invasão da Ucrânia pela Rússia[71][82]
- Guerra Civil no Sudão (2023–presente)
- Guerra Israel-Hamas